# Окубо Йосіто
Йосіто Окубо (яп. 大久保嘉人, нар. 9 червня 1982, Канда, Фукуока) — японський футболіст, нападник клубу «Кавасакі Фронтале». Виступав, зокрема, за клуби «Сересо Осака», «Мальорка» та «Віссел Кобе», а також національну збірну Японії.

## Клубна кар'єра
Народився 9 червня 1982 року в місті Фукуока. Вихованець футбольної школи «Кунімі».
У дорослому футболі дебютував 2001 року виступами за команду клубу «Сересо Осака», в якій провів три сезони, взявши участь у 95 матчах чемпіонату. Більшість часу, проведеного у складі «Сересо Осака», був основним гравцем атакувальної ланки команди. У складі «Сересо Осака» був одним з головних бомбардирів команди, маючи середню результативність на рівні 0,54 голу за гру першості.
Своєю грою за цю команду привернув увагу представників тренерського штабу клубу «Мальорка», до складу якого на правах оренди приєднався 2005 року. Відіграв за клуб з Балеарських островів наступний сезон своєї ігрової кар'єри. Граючи у складі «Мальорки» також здебільшого виходив на поле в основному складі команди.
Згодом з 2006 по 2009 рік грав у складі команд клубів «Сересо Осака», «Віссел Кобе» та «Вольфсбург». У складі останнього клубу виборов титул чемпіона Німеччини.
2009 року повернувся до клубу «Віссел Кобе». Цього разу провів у складі його команди три сезони. Тренерським штабом нового клубу також розглядався як гравець «основи».
До складу клубу «Кавасакі Фронтале» приєднався 2013 року. Наразі встиг відіграти за команду з Кавасакі 33 матчі в національному чемпіонаті.

## Виступи за збірні
2004 року залучався до складу молодіжної збірної Японії. На молодіжному рівні зіграв у 3 офіційних матчах.
2003 року дебютував в офіційних матчах у складі національної збірної Японії. Наразі провів у формі головної команди країни 53 матчі, забивши 5 голів.
У складі збірної був учасником розіграшу Кубка конфедерацій 2003 року у Франції, чемпіонату світу 2010 року у ПАР.

## Статистика
Статистика виступів у національній збірній.
| Збірна Японії | Збірна Японії | Збірна Японії |
| Роки          | Ігри          | голи          |
| ------------- | ------------- | ------------- |
| 2003          | 14            | 0             |
| 2004          | 3             | 0             |
| 2005          | 2             | 0             |
| 2006          | 0             | 0             |
| 2007          | 2             | 2             |
| 2008          | 12            | 3             |
| 2009          | 9             | 0             |
| 2010          | 11            | 0             |
| 2011          | 0             | 0             |
| 2012          | 1             | 0             |
| 2013          | 0             | 0             |
| 2014          | 6             | 1             |
| Усього        | 60            | 6             |

## Титули і досягнення

### Командні
- Чемпіон Німеччини (1):

«Вольфсбург»: 2008-09

### Збірні
- Срібний призер Азійських ігор: 2002

### Особисті
- Молодий футболіст року в Азії: 2003
- Найкращий бомбардир Джей-ліги: 2013, 2014, 2015